# Rifte da África Oriental

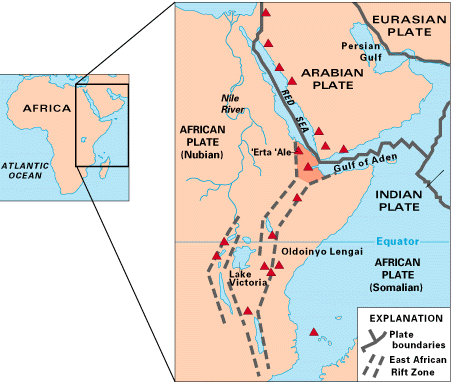
Mapa da África Oriental com alguns dos vulcões ativos em período histórico (triângulos vermelhos) e o Triângulo de Afar (sombreado, no centro), que é uma tripla junção (triplo ponto) onde três placas convergem: a placa arábica e duas partes da placa africana: a placa núbia e a placa somali, definindo o Rifte Africano Oriental.

O Rifte Africano Oriental é um rifte na África Oriental, desenvolvendo-se desde o Miocénico há 22-25 milhões de anos. Antigamente era considerado como fazendo parte do maior Vale do Rifte que se estende até à Ásia Menor.
O rifte é uma estreita zona de divergência de placas tectónicas, na qual a placa africana está em processo de divisão em duas, designadas placa somali e placa núbia, a um ritmo de cerca de 6–7 mm por ano.